# 모란디 교

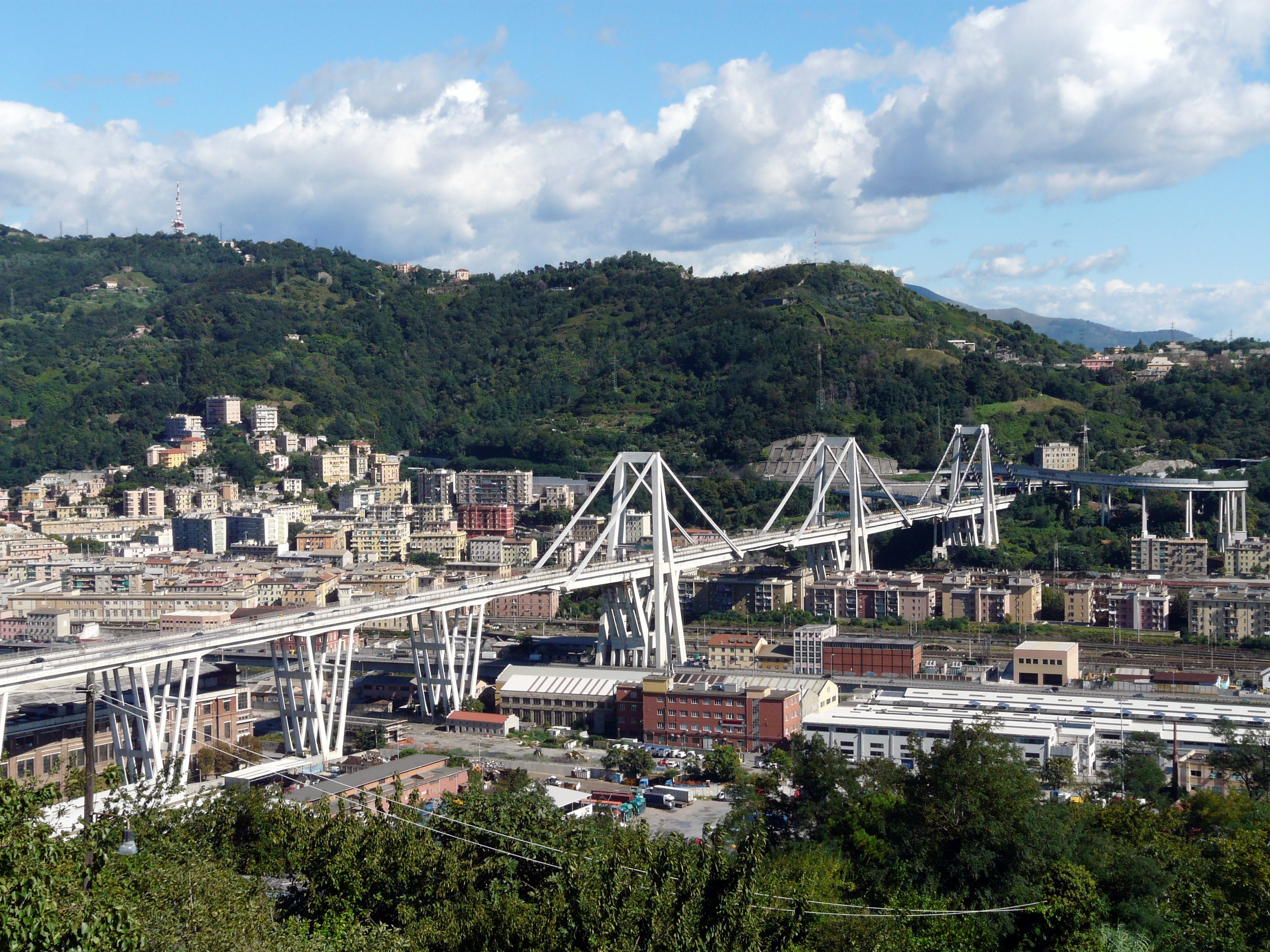
2010년 당시의 모란디 교 전경.

모란디 교(이탈리아어: Ponte Morandi 폰테 모란디[*])는 이탈리아 리구리아주 제노바 아우토스트라다 A10에 있는 육교이다. 삼피에르다레나와 코르니글리아노에 걸쳐 있다. 리카르도 모란디에 의해 설계된 이 다리는 1963년과 1967년 사이에 지어졌다.

## 붕괴 사고
2018년 8월 14일 다리의 한 단면이 세 개의 철탑 중 하나와 함께 무너지면서 이 사고로 최소 38명이 사망하였으며이 사건이 일어나고 난 후 이탈리아 정부는 12개월 간의 국가비상사태를 선포했다.

## 같이 보기
- 아우토스트라다 A10
- 사사고 터널 (도로)
- 성수대교 붕괴 사고